# Gledić (montagne)
Pour les articles homonymes, voir Gledić.
Les monts Gledić (en serbe cyrillique : Гледић), encore appelés Gledićke planine (Гледићке планине) constituent un massif montagneux du centre de la Serbie. Ils s'élèvent à une altitude de 922 m au mont Samar. 

## Géographie

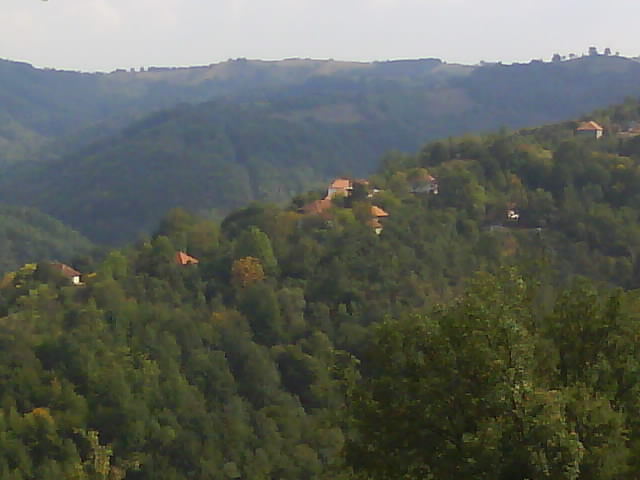
Le mont Samar

Les monts Gledić s'étendent du nord-ouest au sud-est sur une longueur de 35 km ; ils sont situés entre la Lepenica au nord, la Gružaà l'ouest, la Levča à l'est et la Zapadna Morava au sud. Après les monts Rudnik (1 132 m), ils constituent la plus haute montagne de la région de la Šumadija, en culminant  à 922 m au mont Samar. Sur le territoire de la ville de Kragujevac, le Gledić est bordé par les rivières Lepenica, Grošnička reka, Ždraljica, Pčelička et Dulenska reka et ses sommets les plus importants sont la Stražara (652 m) à Donja Sabanta, le Guvnište (657 m) à Velike Pčelice, le Klik (517 m) à Grošnica, la Vučja kosa (587 m), le Crni vrh (895 m), le Gomile (793 m), l'Iverak (777 m) et le Veliki vis (778 m).
Ces montagnes, couvertes de forêts et de pâturages, sont riches en rivières et en ruisseaux. On y trouve également des minerais, comme le gypse, la barytine, la pyrite, le fer, le cuivre et le charbon.